# Euphonia cayennensis
L'eufonia della Caienna od eufonia fianchi dorati, nota anche come organista della Caienna od organista dai fianchi dorati (Euphonia cayennensis (Gmelin, 1789)) è un uccello passeriforme della famiglia dei Fringillidi.

## Etimologia
Il nome scientifico della specie, cayennensis, significa "della Caienna" ed è un riferimento all'areale di distribuzione di questi uccelli: il loro nome comune altro non è che una traduzione di quello scientifico.

## Descrizione

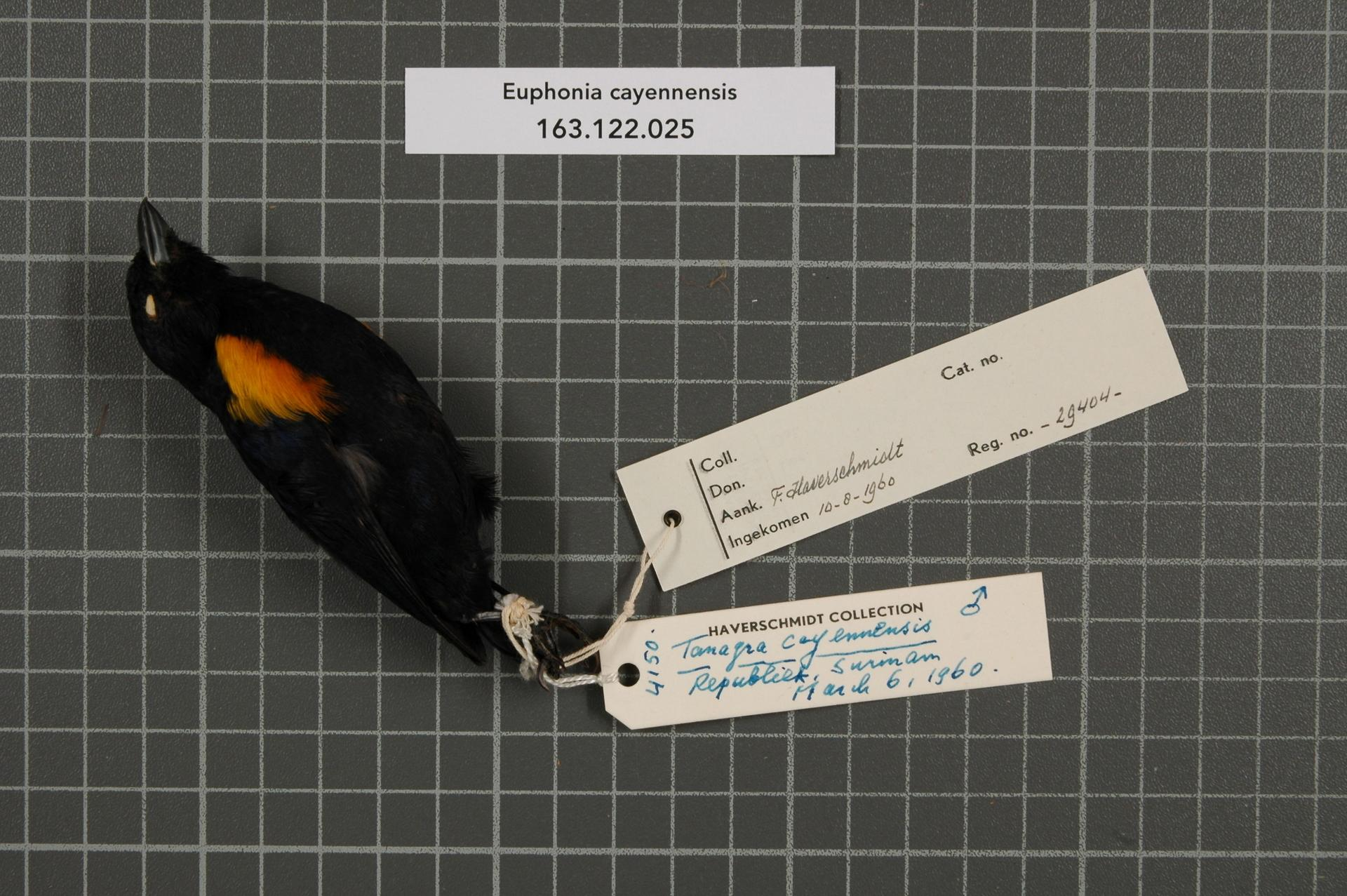
Maschio impagliato.

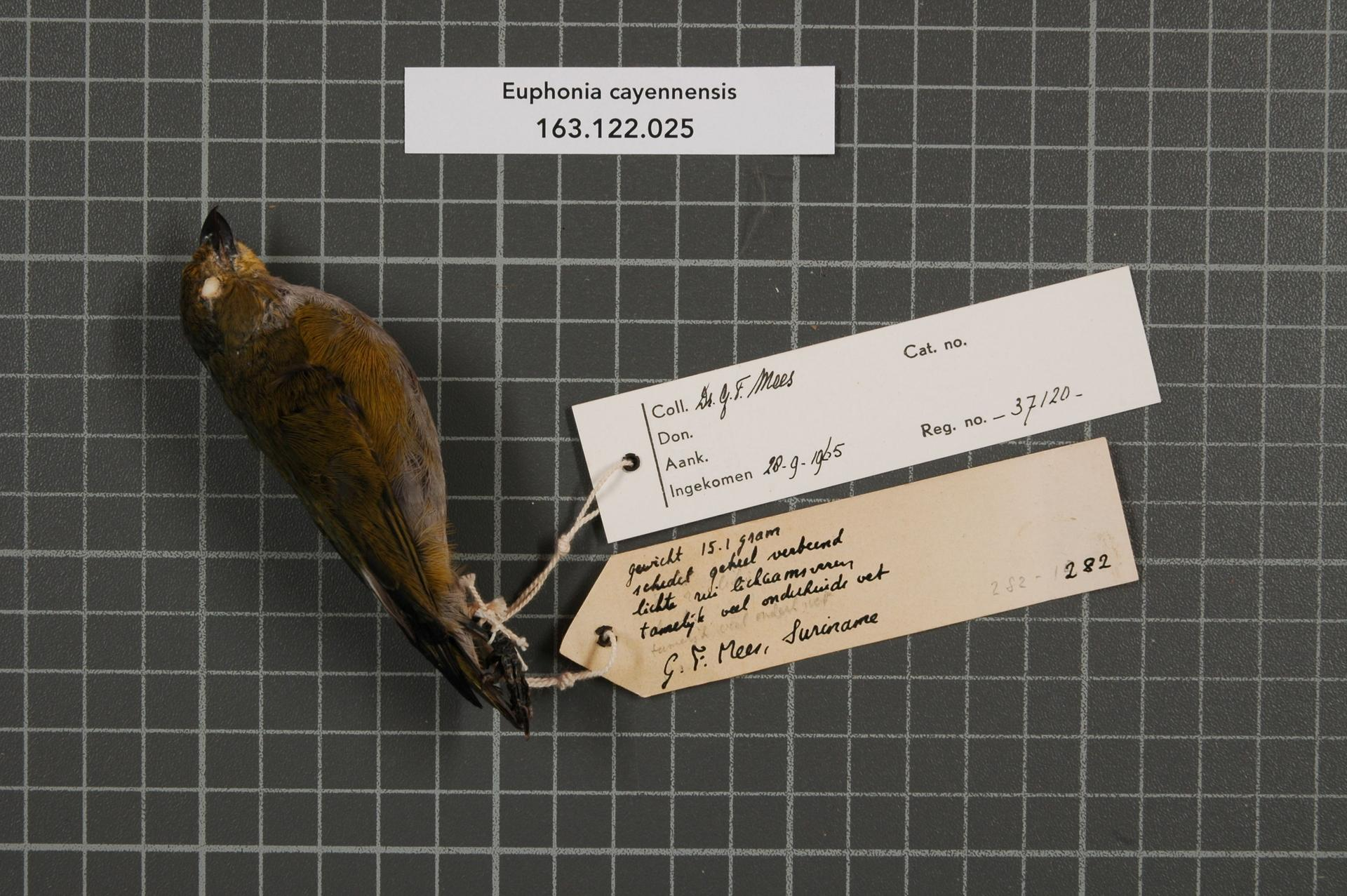
Femmina impagliata.

### Dimensioni
Misura 11 cm di lunghezza, per 11,8-16 g di peso.

### Aspetto
Si tratta di un uccelletto dall'aspetto robusto, munito di testa arrotondata, becco forte e dalle punte lievemente incurvate, ali appuntite e coda squadrata.
Il piumaggio presenta dimorfismo sessuale ben evidente: nei maschi, la livrea è quasi completamente nera, con riflessi metallici bluastri nella zona dorsale e particolarmente evidenti su nuca, spalle e scapole, mentre (similmente a quanto osservabile nell'affine eufonia ventrecastano) sulla parte ventrale dell'attaccatura delle ali è presente una vistosa e caratteristica "bretella" di colore dorato.

Nelle femmina il colore nero è praticamente assente (fanno eccezione le remiganti e le rettrici caudali, che sono di colore nerastro), con vertice, nuca, guance, dorso e scapole di colore verde oliva, fronte e bavetta con sfumature color nocciola, sottocoda e lati del petto dello stesso colore e gola, parte centrale del petto, fianchi e ventre grigio-biancastri. In ambedue i sessi gli occhi sono di colore bruno scuro, mentre becco e zampe sono di colore nerastro.

## Biologia
Si tratta di uccelli che vivono da soli o in coppie e che passano la maggior parte della giornata fra la vegetazione alla ricerca di cibo.

### Alimentazione
Le eufonie della Caienna sono uccelli frugivori, la cui dieta è composta in massima parte da bacche di piccole dimensioni, nonché da frutti e verosimilmente anche da piccole quantità di insetti.

### Riproduzione
Si tratta di uccelli monogami: la riproduzione è stata finora osservata solo in novembre.
Il nido è globoso e si compone di una parte esterna più grossolana di rametti e fibre vegetali intrecciate e di una camera di cova interna foderata da materiale soffice come piumino e muschio: alla sua costruzione collaborano ambedue i partner.

La cova delle uova è appannaggio esclusivo della femmina, che nel frattempo viene imbeccata dal maschio, che tende ad allontanarsi dal nido solo per reperire il cibo: essa dura circa due settimane, ed i pulli sono ciechi ed implumi alla schiusa.

I nidiacei vengono imbeccati da ambedue i genitori: a circa tre settimane dalla schiusa essi s'involano, pur raggiungendo la piena indipendenza ed allontanandosi dal nido non prima del mese di vita.

## Distribuzione e habitat
L'eufonia della Caienna, come intuibile dal nome comune e dal nome scientifico, è sì diffusa nell'omonima città capoluogo della Guyana francese, ma abita in generale tutto il massiccio della Guyana ed è osservabile anche nel sud-est del Venezuela (porzione orientale del Bolívar) ed in Brasile settentrionale, grossomodo da Manaus ad est lungo il corso del Rio delle Amazzoni fino al Pará e al nord del Maranhão.
L'habitat di questi uccelli è rappresentato dal limitare della foresta pluviale, con presenza di aree cespugliose e radure.